# Ле Муан, Жак
Жак Ле Муан де Морг (фр. Jacques Le Moyne de Morgues; 1533, Дьеп, Нормандия —1588, Лондон, Англия) — французский путешественник, рисовальщик и акварелист, участвовавший в колонизации полуострова Флориды. Был первым из европейских художников, кто изобразил коренных жителей территории современных США. Его зарисовки жизни и культуры коренных американцев, а также местных растений имеют исключительное историческое значение.

## История открытия художника
Вплоть до XX века знания о Жаке Ле Муане де Морге ограничивались примечаниями в этнографических библиографиях, где его имя упоминалось в качестве автора и иллюстратора описания попытки французского гугенота Рене Гулена де Лодоньера (René Goulaine de Laudonnière) в 1564—1565 годах устроить поселение гугенотов во Флориде. Однако в 1922 году Спенсер Сэвидж (Саваж), библиотекарь Линнеевского общества, сделал важное открытие для последующего изучения биографии Ле Муана; он доказал, что группа из пятидесяти девяти акварелей с изображениями растений, содержащихся в небольшом томе, приобретённом в 1856 году Музеем Виктории и Альберта в Лондоне ради прекрасного французского переплета шестнадцатого века, на самом деле принадлежали творчеству Ле Муана. Публикации Сэвиджа, относящиеся к этому открытию, подготовили основу для последующего изучения рисунков и акварелей художника.

## Биография

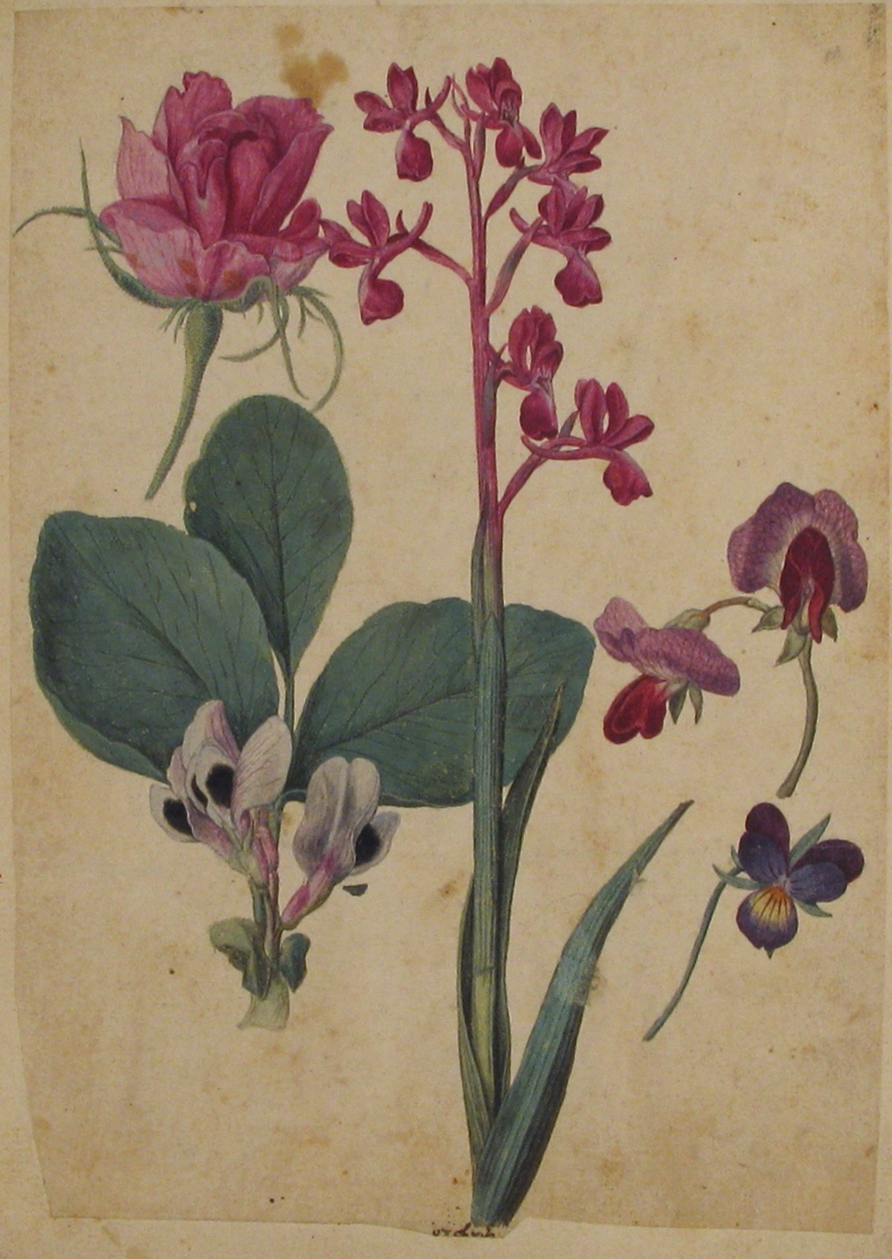
Лист атласа цветов: роза, сердечник, душистый горошек, садовый горошек и орхидея со слабыми цветками. Между 1568 и 1572. Бумага, акварель, гуашь. Метрополитен-музей, Нью-Йорк

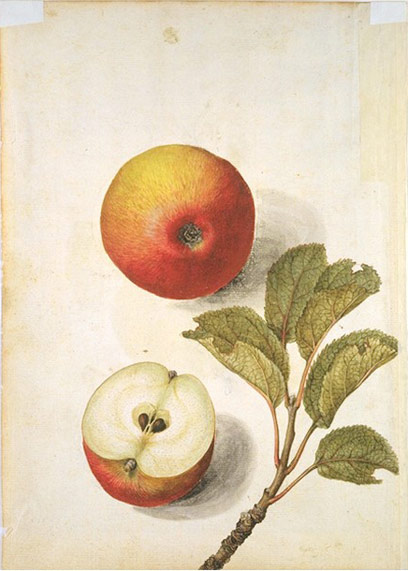
Яблоко. Между 1568 и 1572. Бумага, акварель. Музей Виктории и Альберта, Лондон

Ле Муан родился около 1533 года в Дьеппе, Франция. Первые тридцать лет его жизни не документированы, возможно, он учился на художника в своём родном городе. Затем, возможно, работал при дворе короля Франции Карла IX, хотя документальных свидетельств об этом нет, как и не сохранилось никаких работ художника, датированных до его отъезда во Флориду в 1564 году.
Достоверно известно, что Ле Муан участвовал во французской колониальной экспедиции в Северную Америку под руководством Рене Гулена де Лодоньера. В 1564—1565 годах зарисовывал пейзажи, флору и фауну и, главное, жителей Нового Света. Во время этой экспедиции он стал известен как картограф и иллюстратор. Однако подлинность многих из этих изображений и карт в настоящее время подвергается сомнению историками и археологами. Ле Муан также сопровождал вторую экспедицию 1564 года, он сделал иллюстрации ко многим сценам, свидетелем которых стал.
Экспедиция Лодоньера, хотя и способствовала созданию карты прибрежных регионов Флориды, в конечном итоге обернулась катастрофой; хорошие отношения, первоначально установившиеся с индейскими племенами, населявшими территории вокруг поселения в Сент-Джонсе, вскоре испортились, вдобавок к этому различные члены французской партии разочаровались и восстали против своих лидеров. Последний удар произошел год спустя, когда испанские войска из испанской колонии Сент-Огастен в тридцати милях к югу в сентябре 1565 года атаковали поселение Лодоньера в форте Кэролайн. Испанцы под предводительством Педро Менендеса де Авилеса штурмовали колонию и убили большую часть гугенотов, хотя Лодоньер, Ле Муан и около двух десятков других бежали и в конечном итоге были спасены в Англии. Заблудившись на обратном пути, они полуголодные доплыли до залива Суонси в Уэльсе в середине ноября 1565 года и, наконец, достигли Парижа в начале 1566 года.
Позднее Ле Муан бежал из Франции после Варфоломеевской резни гугенотов в 1572 году и в конечном итоге поселился в Англии. Он закончил свою карьеру как уважаемый художник-ботаник в елизаветинском Лондоне, где его покровителями были сэр Уолтер Рэли и леди Мэри Сидни. Ле Муан умер в Лондоне в 1588 году, и его подробный отчет о путешествии «Brevis Narratio eorum Quae in Florida Americani Provincia Gallis Acciderunt» был опубликован в 1591 году. Переиздание его акварелей и рисунков, включая критические отзывы, было опубликовано в 1977 году Британским музеем.

## Историография публикаций Ле Муана
Отчёт Ле Муана о трансатлантическом путешествии ныне известен по латинскому изданию, опубликованному во Франкфурте в 1591 году бельгийским печатником и издателем Теодором де Бри под заголовком «Brevis narratio eorum quae in Florida Americani provincia Gallis Acciderunt». Второй том его большой серии публикаций о путешествиях в Новый Свет, содержит сорок две гравированные иллюстрации и карты, предположительно изготовленные на месте Ле Муаном. Текст де Бри описывает и анализирует эти изображения, а его книга представляет собой важный этап в документировании раннего исследования Америки.
Все оригинальные рисунки Ле Муана, кроме одного, были уничтожены во время нападения испанцев на форт Кэролайн; большинство приписываемых ему изображений на самом деле являются гравюрами, созданными Теодором де Бри и основанными на воссозданиях, созданных Ле Муаном по памяти. Эти репродукции, распространяемые в печатных изданиях, являются одними из самых ранних изображений европейской колонизации Нового Света. Однако их аутентичность оспаривается многими исследователями либо, как минимум, считается недоказанной.
Шесть задокументированных работ художника, находящихся в частных собраниях, представляют собой изысканные гуаши, которые самым оригинальным образом сочетают в себе три разнообразные художественные традиции: первая — это иллюминация рукописей в родной для Ле Муана Франции; вторая — научное фиксирование экзотической флоры, фауны и культур, ставших выражением увлечения научными исследованиями конца шестнадцатого века; и третья — это эстетическая любовь к цветам и садам, которая была так очевидна в придворной культуре Елизаветинской Англии.
Помимо частных собраний ботанические акварели Ле Муана хранятся в Метрополитен-музее в Нью-Йорке, в Британском музее и в Музее Виктории и Альберта в Лондоне.
.
На основе акварельных рисунков Ле Муана Теодор де Бри позднее выполнил литографические изображения индейцев. В Англии на работы Ле Муана обратили внимание Хэмфри Гилберт и его брат Уолтер Рэли, что стало для последнего одним из стимулов к началу британской колонизации Америки.

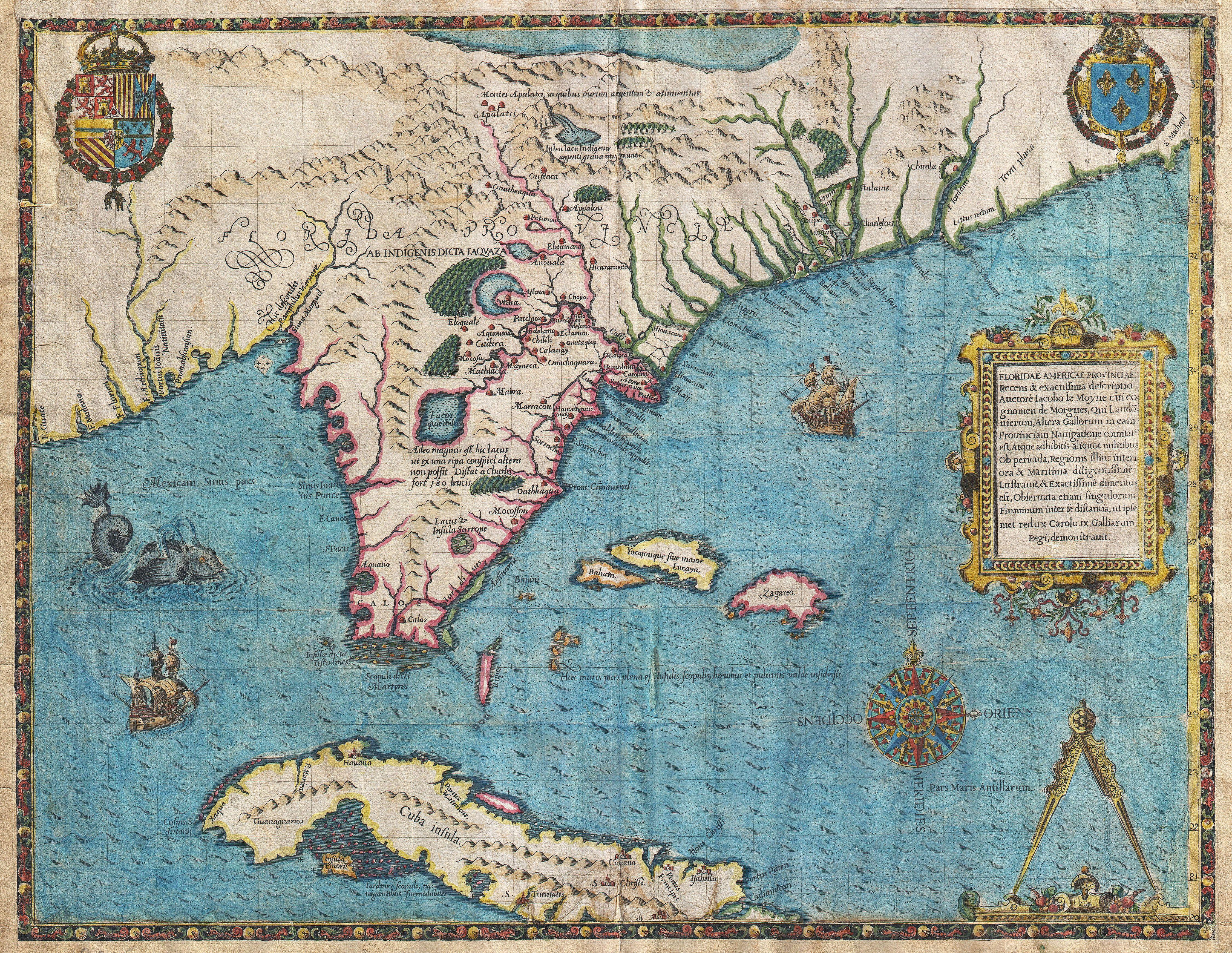
Ж. Ле Муан и Т. де Бри. Карта Флориды и Кубы. 1591
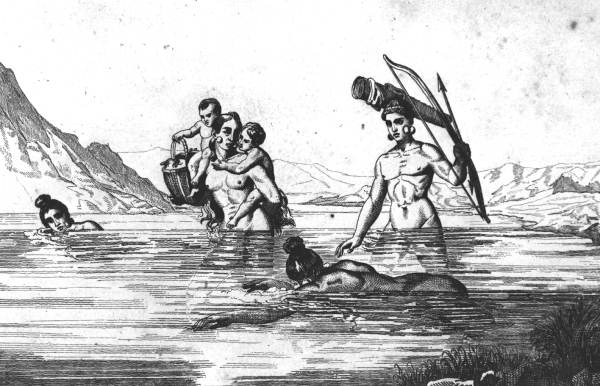
Женщины племени тимукуа ловят рыбу. Ок. 1562. Бумага, тушь, перо
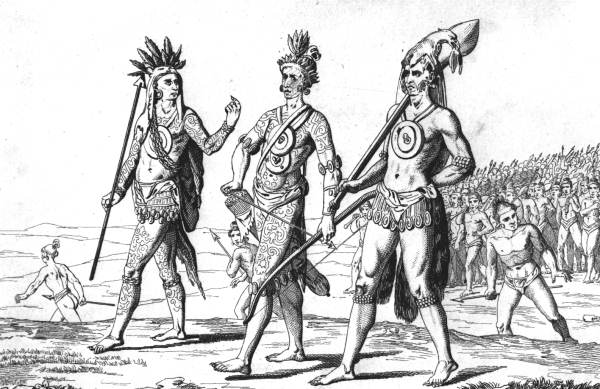
Воины племени тимукуа с оружием и татуировками. Ок. 1562. Бумага, тушь, перо
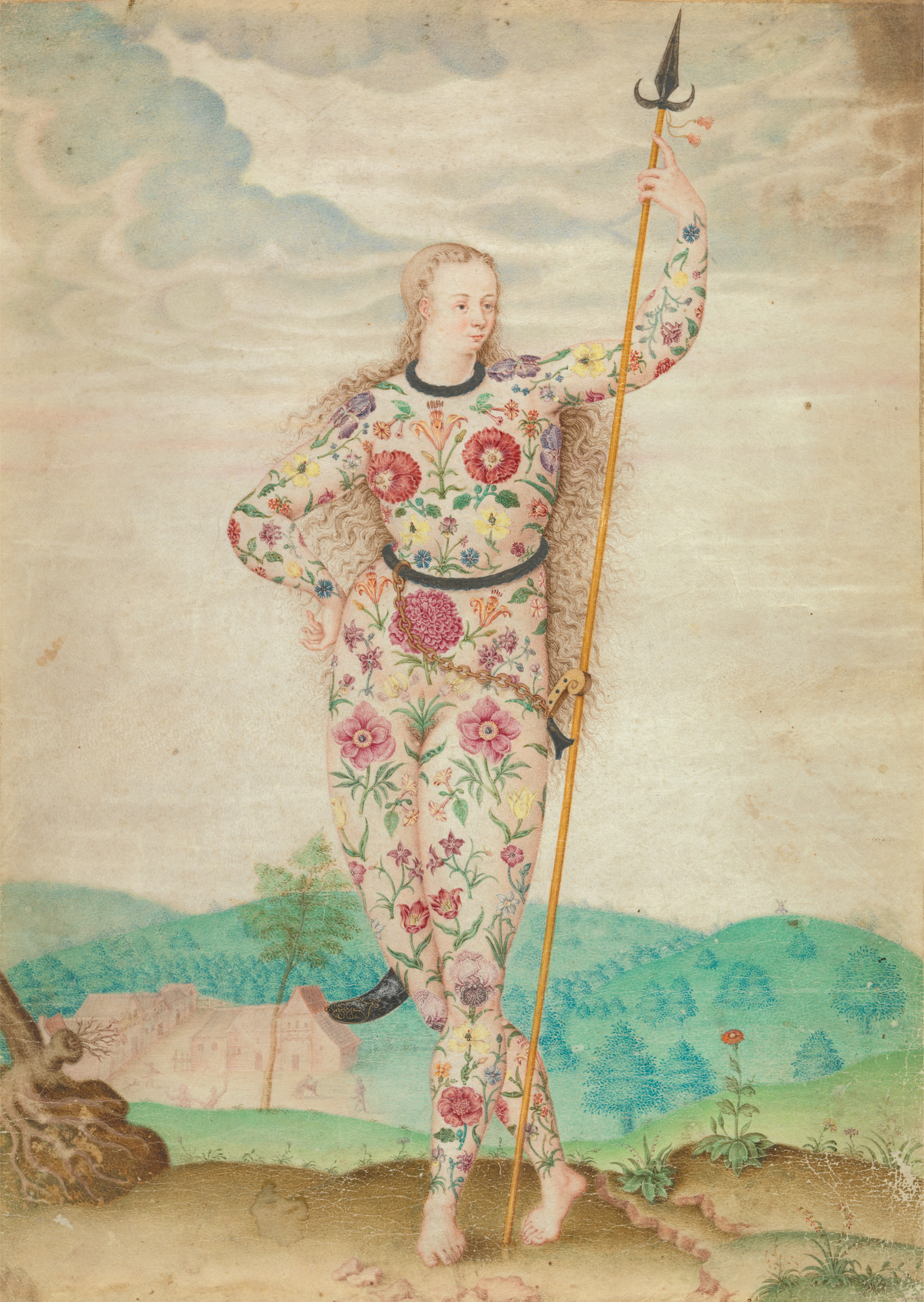
Молодая дочь пиктов. 1580-е. Пергамент, акварель, гуашь, золото. Йельский университет, Коннектикут, США
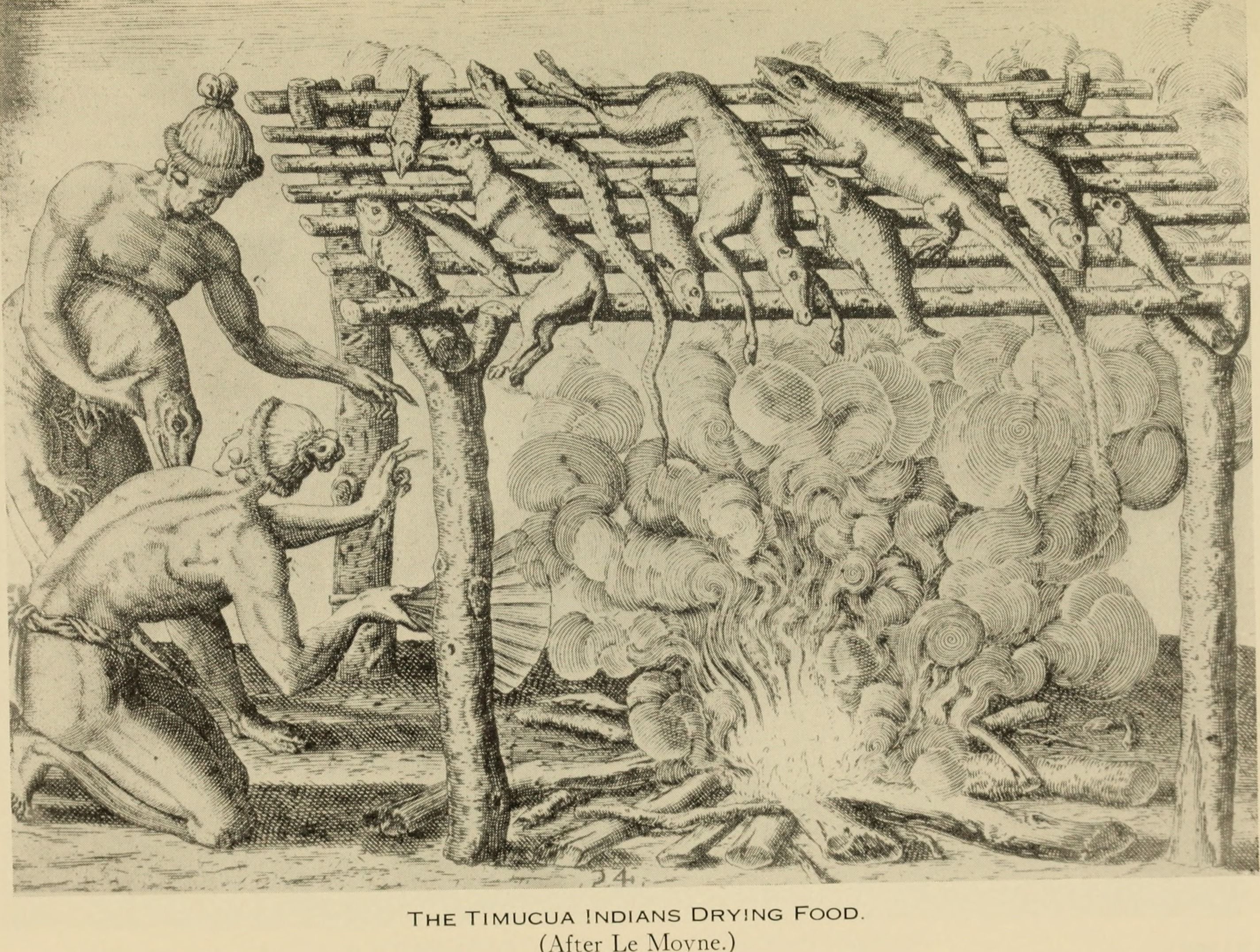
Приготовление пищи. Литография
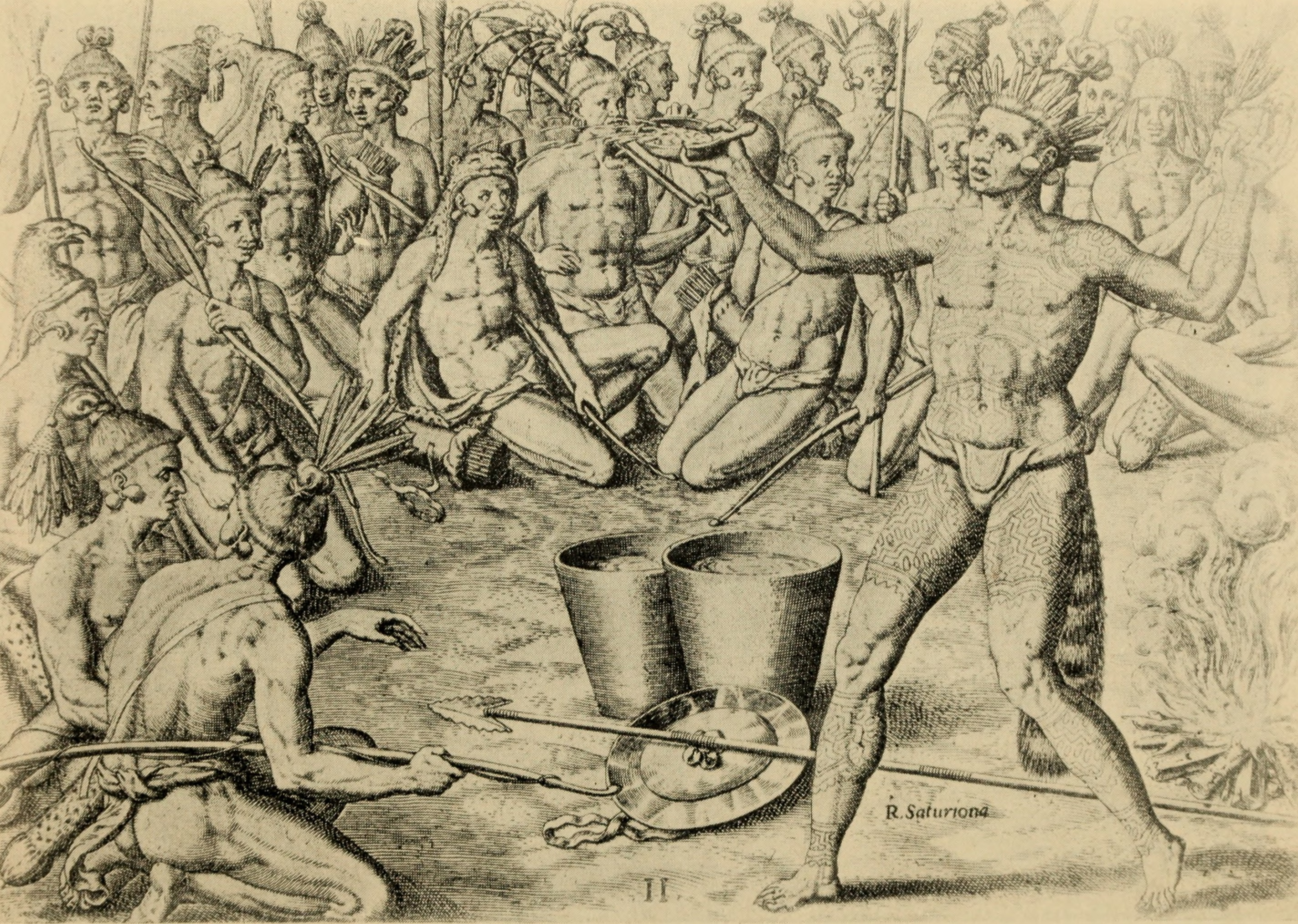
Ритуальный танец. Литография
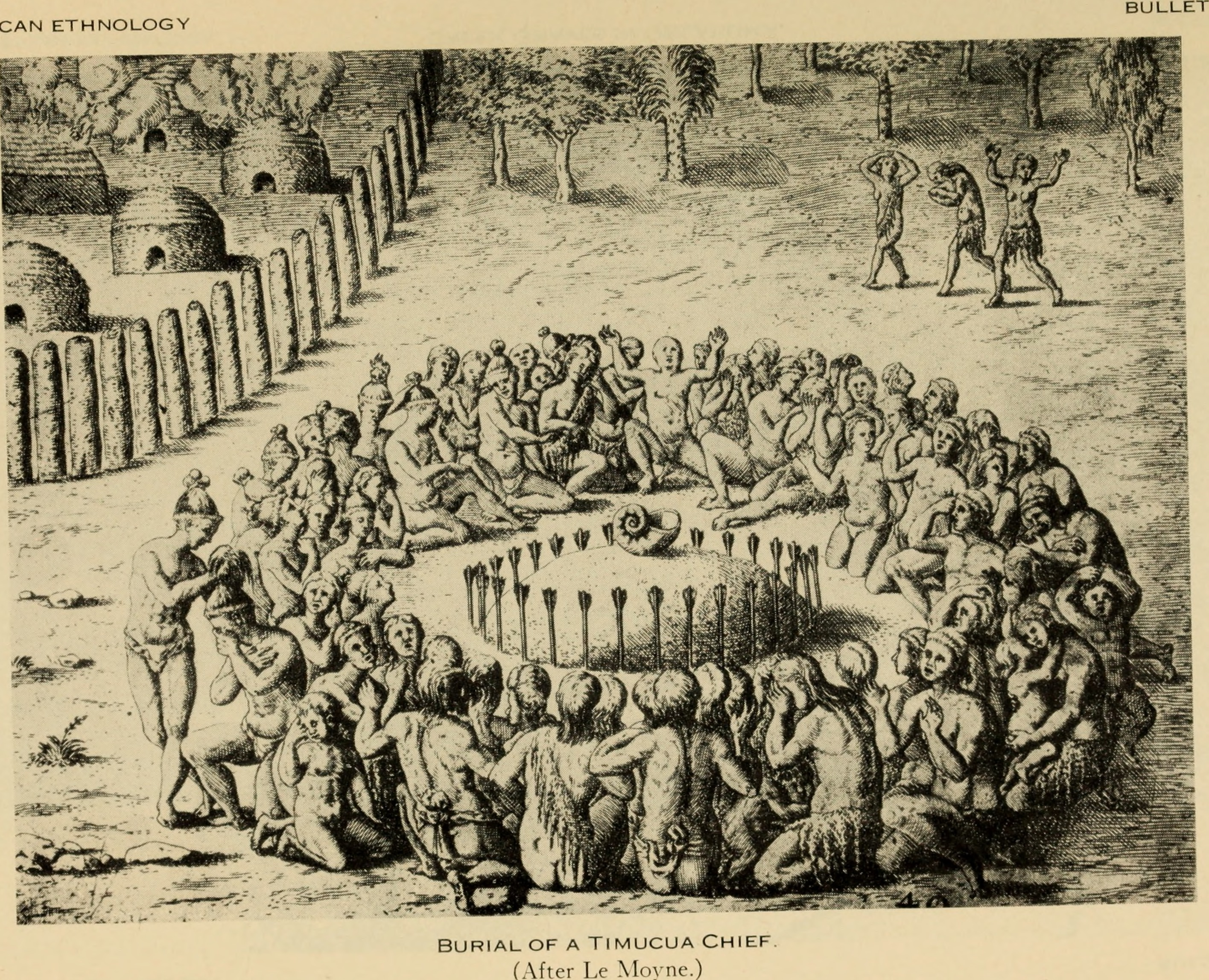
Похороны вождя. Литография